# Уплотнённые посевы
Уплотнённые посе́вы (сме́шанные или уплотнительные посевы) — совместные одновременные (или раздельные — в междурядья) посевы двух и более сельскохозяйственных культур на одной площади. Данная аграрная технология позволяет полнее использовать энергию солнца — листья растений формируются в разных ярусах, плодородие пашни — корневая система основной культуры и различных растений-уплотнителей закладывается и развивается в разных почвенных горизонтах. Применяют для получения большего урожая с одной единицы площади при одновременном посеве или посадке. Посев полегающих и прочностебельных растений на одной площади облегчает механизацию уборочных работ. Кроме того, совместные смешанные посевы рекомендуется использовать в качестве средства биологической защиты культурных растений от вредителей и болезней.
Защитные или кули́сные посе́вы являются разновидностью уплотнённых посевов. В качестве кулис высаживают высокостебельные, быстрорастущие растения: кукурузу, горох (на опорах), а между ними выращивают в центральных и северных районах огурцы или помидоры, а на юге и позднюю капусту.

## Методика
Расположение культур в смешанных (уплотнённых) посевах определяют сроки посева и уборки для возможности осуществлять механизированное возделвывание. При этом интенсивность процесса фотосинтеза практически не снижается, так как листовые пластинки растений разных культур формируются на разных ярусах. Различают два основных варианта смешанного или уплотнённого посева:
1. семена культур перемешивают непосредственно перед посевом и высевают одновременно в ряд;
2. семена основной культуры сеют традиционным способом, а затем в междурядья подсевают семена культуры-уплотнителя одновременно с посевом основных растений, либо применяют технологию двукратного независимого посева культур на одной площади.

При применении данной технологии возделывания густота стояния основной культуры не отличается от размещения чистых посевов, а количество растений уплотнителя не должно превышать 30...50% от густоты стояния в чистых посевах данной культуры.